# Brandi Carlile
Brandi Carlile (Ravensdale, 1º giugno 1981) è una cantautrice e produttrice discografica statunitense.
Attiva nel panorama musicale statunitense dai primi anni duemila, pubblicando sei album da solista, portando la cantautrice a ottenere sei Grammy Award e due riconoscimenti alla carriera: il Trailblazer Award ai Billboard Women in Music Awards  e l'Impact Award ai CMT Music Award.
La cantante ha inoltre collaborato con numerosi artisti del panorama musicale internazionale, tra cui Elton John, Sting, Jesse Carmichael, Sam Smith, Willie Nelson, Paul Buckmaster, The Soundgarden e ha formato nel 2019 il gruppo country The Highwomen con Maren Morris, Natalie Hemby e Amanda Shires.

## Biografia

### 2003-2008:Brandi CarlileeThe Story

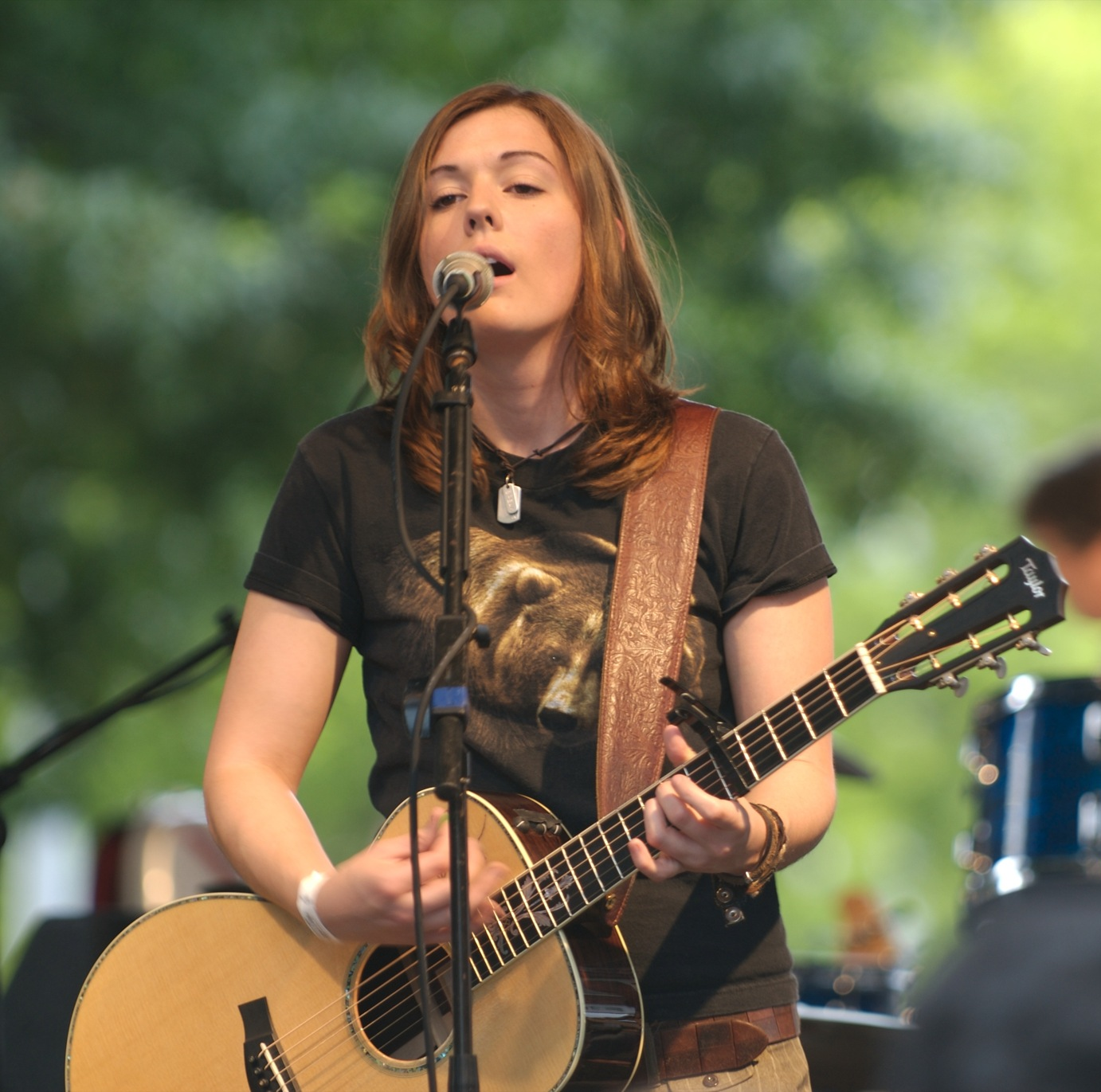
Brandi Carlile nel 2005

All'età di otto anni, duetta con la madre nel brano country Tennessee Flat Top Box, a quindici inizia a suonare la chitarra e a comporre canzoni, mentre a sedici diventa corista di un sosia di Elvis Presley. Prima di firmare con una casa discografica, Carlile si è esibita insieme ai fratelli Tim e Phil Hanseroth in locali di Seattle come il The Crocodile, il Tractor Tavern, e il Paragon dove vendeva le sue registrazioni auto-prodotte.
Nel 2004 firma un contratto con la Columbia Records, pubblicando l'anno successivo il suo album di debutto, intitolato Brandi Carlile. Il progetto musicale, che debutta alla 80ª posizione della Billboard 200 e riceve buone recensioni dalla critica, tra cui Rolling Stone Magazine, che inserisce la cantautrice tra gli artisti da guardare nel 2005. Nel 2007 viene pubblicato il secondo album dal carattere folk rock, The Story, che debutta alla posizione 41 della classifica statunitense e nella Top10 della US Rock Albums, arrivando a ricevere la certificazione di disco d'oro dalla RIAA nel 2017, per aver venduto oltre 500,000 copie. Il singolo omonimo estratto dall'album debutta nelle classifiche europee di Portogallo, Svizzera e Norvegia, e alla posizione 75 della classifica statunitense. Nel corso del 2007 e 2008 apre i concerti dei Maroon 5 e OneRepublic in Australia.

### 2009-2015:Give Up the GhosteThe Firewatcher's Daughter

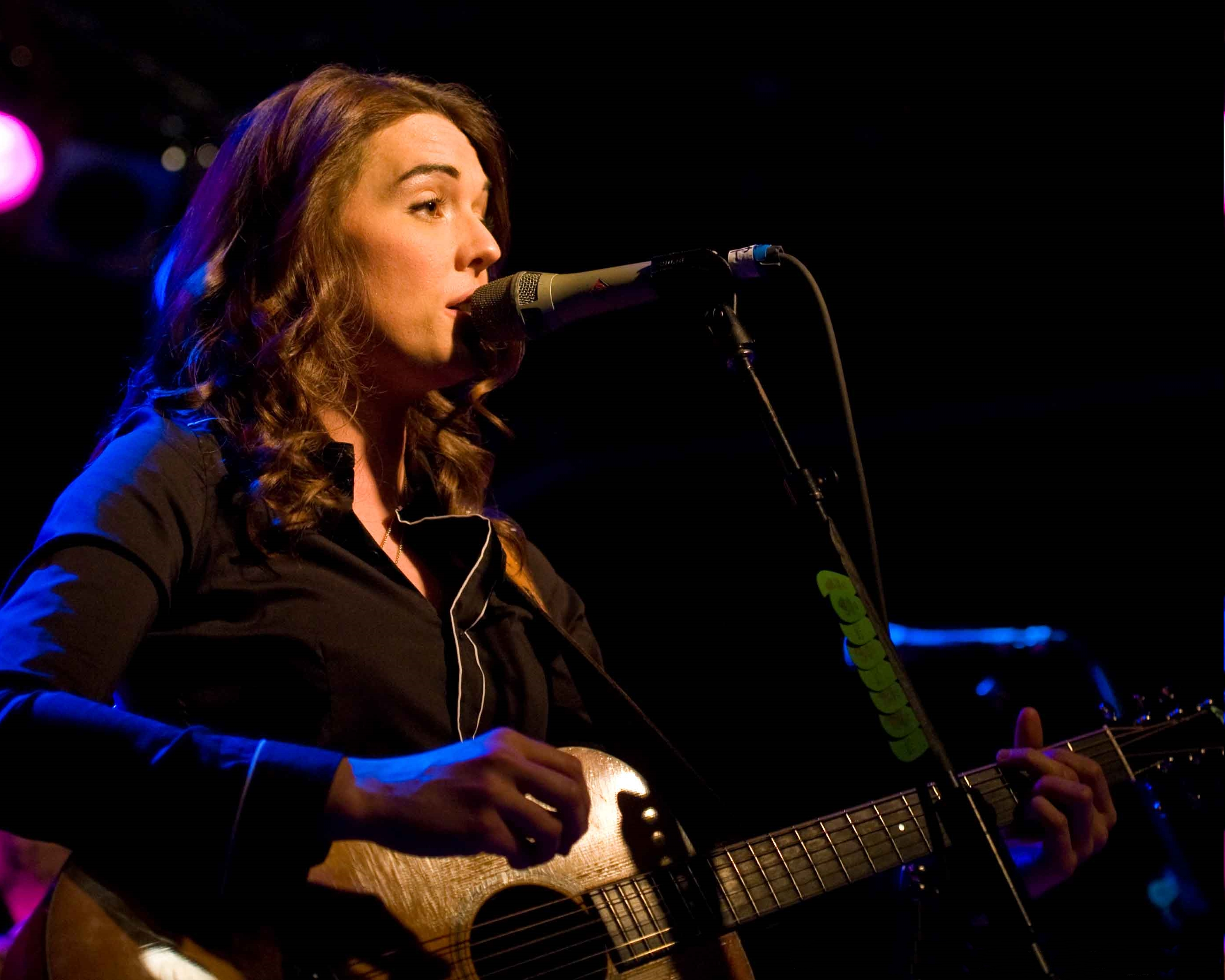
Brandi Carlile durante una performance a Seattle nel 2010.

Nel 2009 viene pubblicato Give Up the Ghost. L'album, che raggiunge la posizione 26 della Billboard 200, vede anche la collaborazione di Jesse Carmichael, Paul Buckmaster e Elton John nella canzone Caroline. Grazie al progetto discografico, Brenda ottiene una nomination ai GLAAD Media Awards 2010 come "outstanding Music Artist", esibendosi con alcuni estratti dell'album. Il progetto discografico successivo, Bear Creek, viene pubblicato il 5 giugno 2012, divenendo il primo album della cantautrice a debuttare nella Top10 della Billboard 200 e 3 della US Rock Albums. L'album debutta inoltre alla prima posizione della U.S. Folk Albums ed entra per la prima volta nella Billboard Canadian Albums, alla posizione 70. L'album è stato anticipato dal singolo That Wasn't Me, che raggiunge la posizione 50 della US Rock Songs.
Il quinto album, The Firewatcher's Daughter, pubblicato il 3 marzo del 2015, diviene il secondo progetto discografico di Brandi a debuttare nella Top10 statunitense e alla prima posizione della US Rock Albums e U.S. Folk Albums. Brandi Carlile ottiene inoltre la sua prima nomina ai Grammy Awards del 2016, nella categoria Best American Album.

### 2018-presente:By the Way, I Forgive Youe le The Highwomen

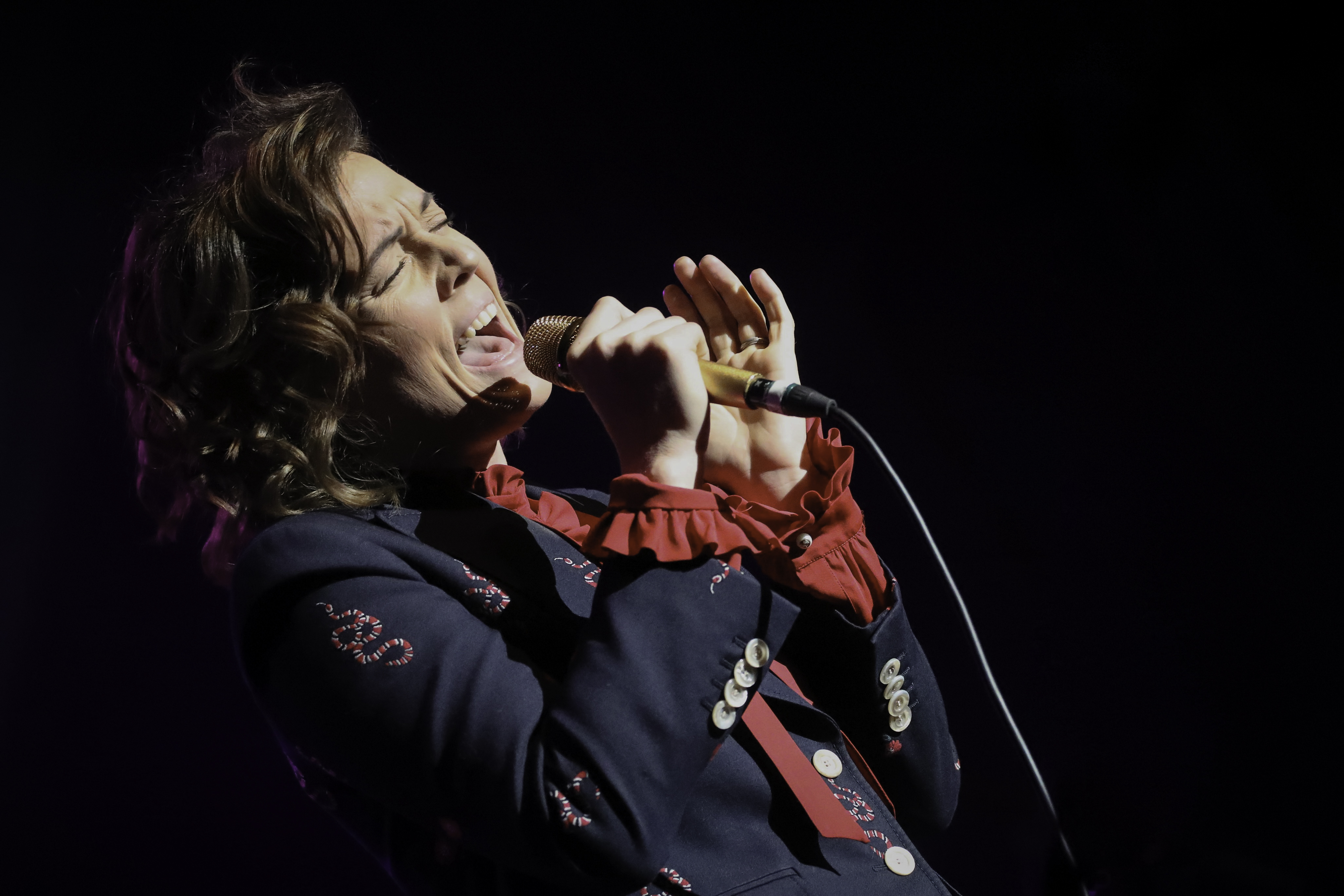
La cantautrice allo State Theater a Minneapolis nel 2018.

Il successo internazionale della cantautrice avviene nel 2018 grazie il sesto album in studio, By the Way, I Forgive You, il quale debutta alla quinta posizione della Billboard 200, entra nella Top25 di Canada e Svizzera, ricevendo recensioni positive dalle maggiori riviste dedicate alla musica, tra cui Rolling Stone, AllMusic, Pitchfork e Paste. Ne viene estratto il singolo The Joke, che debutta nelle Top5 della US Adult Alternative Songs e US Adult Alternative Songs, divenendo il secondo singolo della cantante a ottenere questo successo dopo The Story. Il progetto musicale ottiene cinque nomine ai Grammy Awards del 2019, tra cui le principali categorie Album of the Year, Song of the Year e Record of the Year, vincendo nelle categorie Best Americana Album e Best American Roots Song e Best American Roots Performance con The Joke.
Nel 2019, Carlile ha inoltre co-fondato il gruppo musicale country The Highwomen con Maren Morris, Natalie Hemby e Amanda Shires. L'album con lo stesso nome del gruppo viene pubblicato il 6 settembre 2019 e debutta alla prima posizione della US Top Country Albums e alla decima della Billboard 200, alla seconda posizione della UK Country Albums e alla numero 31 della Billboard Canadian Albums.
Il 2 giugno 2020, Carlile si è unita ai restanti membri del gruppo rock The Soundgarden, ri-registrando nuove versioni dei brani Black Hole Sun e Searching with My Good Eye Closed, pubblicato sul vinile intitolato A Rooster Says. Nello stesso anno, in A Beautiful Noise di Alicia Keys, collaborazione candidata ai Grammy Awards 2022 nella categoria alla canzone dell'anno. Nel 2021 Carlile pubblica l'autobiografia Broken Horses: A Memoir, che debutta in vetta alla classifica dei best seller del New York Times nella sezione "non-fiction, e pubblica l'album In These Silent Days, del quale viene inoltre realizzata una riedizione l'anno successivo intitolata In the Canyon Haze. Le due edizioni del disco fruttano in tutto 10 nomine tra i Grammy 2022 e il Grammy 2023. Sempre nel 2022, Carlile realizza il film-concerto  Brandi Carlile: In the Canyon Haze — Live from Laurel Canyon, proiettato in maniera limitata in alcuni cinema.

## Vita privata

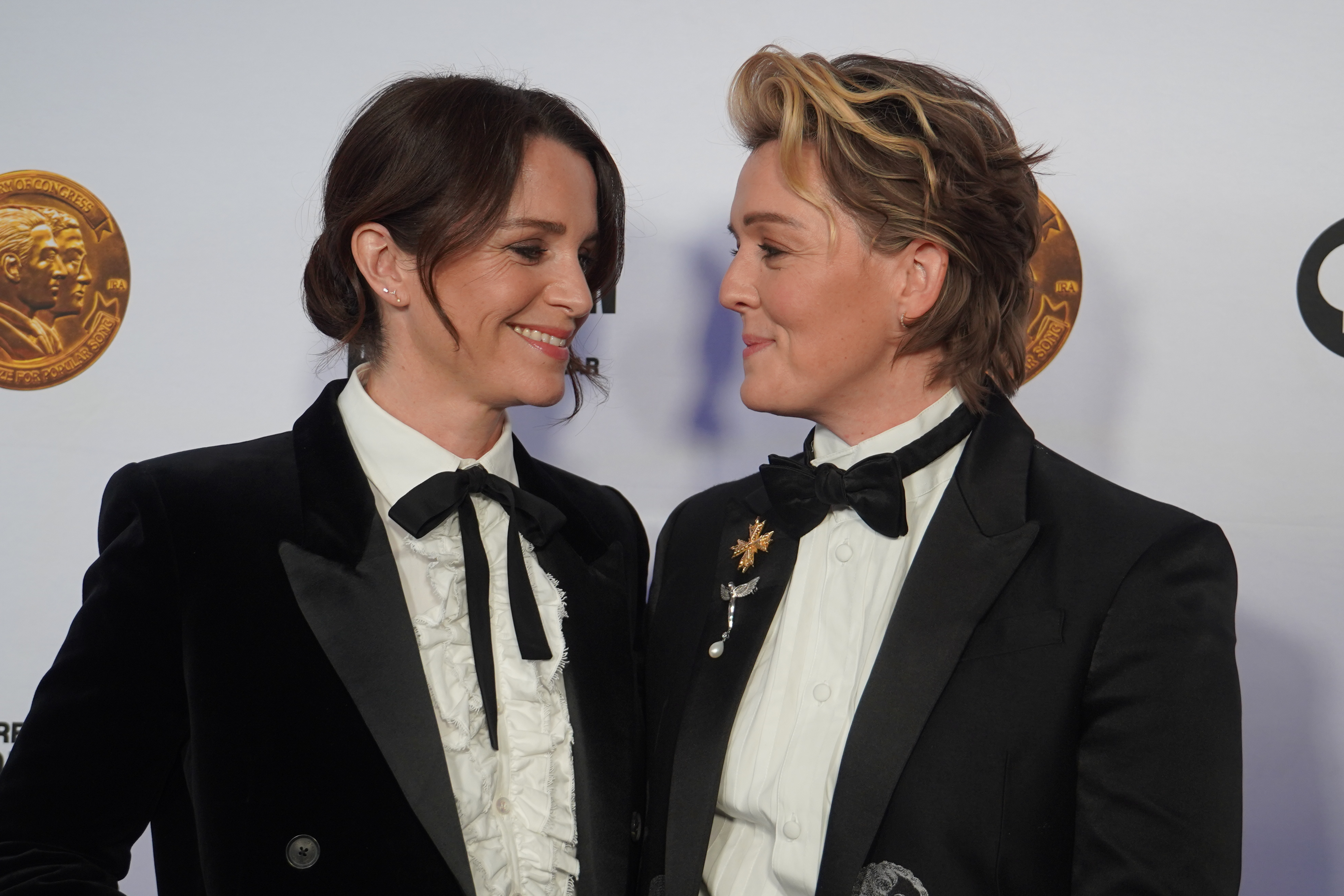
Brandi Carlile con la moglie Catherine Shepherd.

In un'intervista del novembre 2002 Carlile si è definita lesbica. Nel giugno 2012 ha annunciato di essere fidanzata con Catherine Shepherd, con la quale si è sposata lo stesso anno a Boston, Massachusetts. La coppia ha due figlie: Evangeline (2014) e Elijah (2018).

## Filantropia
Nel 2008, Carlile e i fratelli Tim e Phil Hanseroth hanno fondato la Looking Out Foundation, un'organizzazione no-profit per dare sostegno finanziario e sensibilizzare alle cause in cui credono, tra cui campagne per la giustizia sociale e contro l'odio e il razzismo, di sensibilizzazione per le norme sociosanitarie, in concomitanza della pandemia di COVID-19 del 2019-2021.
Nel maggio 2017, Carlile ha pubblicato Cover Stories, un album di beneficenza con canzoni del suo album del 2007, The Story, collaborando con la fondazione War Child UK, in sostegno dei bambini vittime delle guerre. L'album vede la partecipazione di Dolly Parton, Miranda Lambert, Chris Stapleton, Adele, Margo Price, con la prefazione scritta dall'ex presidente degli Stati Uniti Barack Obama.
La cantautrice è inoltre sostenitrice della comunità LGBT, promuovendo campagne di sensibilizzazione dei diritti della comunità e portando il tema anche durante la premiazione dei Grammy Awards del 2019.

## Discografia
- 2005 – Brandi Carlile
- 2007 – The Story
- 2009 – Give Up the Ghost
- 2012 – Bear Creek
- 2015 – The Firewatcher's Daughter
- 2018 – By the Way, I Forgive You
- 2021 – In These Silent Days

### Con Elton John
- 2025 – Who Believes in Angels?